# 화학
화학(化學)은 물질의 성질, 조성, 구조, 변화 및 그에 수반하는 에너지의 변화를 연구하는 자연과학(自然科學)의 한 분야이다. 물리학(物理學)도 역시 물질을 다루는 학문이지만, 물리학이 원소(元素)와 화합물(化合物)을 모두 포함한 물체의 운동과 에너지, 열적·전기적·광학적·기계적 속성을 다루고 이러한 현상으로부터 통일된 이론을 구축하려는 것과는 달리 화학에서는 물질 자체를 연구 대상으로 한다. 화학은 이미 존재하는 물질을 이용하여 특정한 목적에 맞는 새로운 물질을 합성하는 길을 제공하며, 이는 농작물(農作物)의 증산, 질병의 치료 및 예방, 에너지 효율 증대, 환경오염(環境汚染)  감소 등 여러 가지 이점을 제공한다.

## 어원
화학은 연금술사들이 물질을 섞으며 발전시켰기 때문에 화학을 뜻하는 영어 ‘케미스트리(chemistry)’는 연금술을 뜻하는 단어 ‘알케미(alchemy)’에서 비롯하였다. 이는 다시 아랍어 ‘알 키미야(الكيمياء, al-kīmiyāʾ)’에서 왔는데, 이 단어의 어원에 대해서는 여러 가지 설이 있다.
‘화학(化學)’이란 단어는 물질의 변화를 다루는 학문이라는 점에 착안한 번역어이다. 이 번역어는 장덕이의 《항해술기(航海述奇)》(1866), 윌리엄 알렉산더 파슨스 마틴의 자연과학 교과서 《격물입문(格物入門)》(1866) 등에서 처음 쓰였다.

## 역사
고대 화학(古代化學)
*초기 야금 (冶金, 야금: 금속을 광석으로부터 추출하고 정련하는 기술)
인간에 의해 발견된 최초의 기록된 금속은 금(金)인 것으로 보이며 구석기(舊石器) 후기(BC 40,000)에 스페인 동굴에서 소량의 천연 금이 발견되었다고 한다.
은(銀), 구리(銅), 주석(朱錫) 및 유성 철(鐵) 또한 고대 문화에서 일부 제한된 양의 금속 가공을 허용하면서 고대문화로 발견 될 수 있었다. 기원전 3000년경 유성 철제로 만든 이집트 무기는 "천국의 단검(天國短劍)"으로 높이 평가 받았다.
아마도 통제 된 방식으로 사용된 최초의 화학 반응은 불이었다. 그러나 천년 동안 불은 단순히 열과 빛을 생성하면서 한 물질을 다른 물질 (타는 나무 또는 끓는 물)로 변형시킬 수 있는 신비한 힘으로만 알려졌다. 불은 초기 사회의 여러 측면에 영향을 미쳤다. 이들은 요리 및 서식지(棲息地) 조명과 같은 일상 생활의 가장 단순한면에서 도기, 벽돌 및 금속을 녹여 도구를 만드는 것과 같은 고급 기술(高級技術)에 이르기까지 다양했다.
유리(琉璃)의 발견과 금속(金屬)의 정화로 이어지는 불로 인해 야금이 부상했다. 야금의 초기 단계에서 금속의 정화 방법이 요구되었고, 금은 BC 2900년 초기의 고대 이집트의 귀중한 금속이되었다.
17 세기와 18 세기 : 초기 화학(初期化學)
*로버트 보일

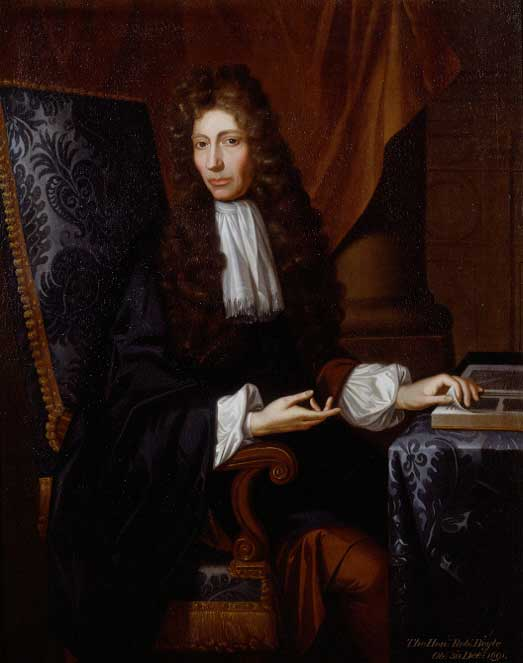
로버트 보일 현대 화학의 공동 창립자

영국계 미국인 화학자(化學者) 로버트 보일 (Robert Boyle, 1627-1691)은 연금술(鍊金術)에 대한 현대의 과학적 방법을 정제하고 화학을 연금술과 분리한 것으로 생각된다. 그의 연구가 연금술 전통에 뿌리를 두고 있음에도 불구하고, 보일은 오늘날 현대의 화학자이자 현대화학(現代化學)의 창시자이자 현대 실험 과학 방법의 선구자(先驅者) 중 한 사람으로 불리고 있다. 보일이 원래 발견자가 아님에도 보일은 1662년에 제시한 보일의 법칙으로 가장 잘 알려져있다. 보일의 (法則)은 온도(溫度)만 폐쇄(閉鎖)된 시스템 내에서 일정하게 유지된다면 가스의 절대 압력과 부피가 반비례함을 의미한다. 보일은 또한 화학 분야의 초석으로 간주되는 1661년의 《의심 많은 화학자》 에 대한 획기적인 저서로 인정받고 있다. 작품에서 보일은 모든 현상이 움직이는 입자의 충돌의 결과라는 가설을 제시한다. 보일 (Boyle)은 화학자들에게 실험을 호소했으며 실험은 지구, 화염, 공기 및 물과 같은 고전적인 4 가지 원소만으로 화학 원소를 제한한다는 것을 부인했다. 그는 또한 화학이 의학이나 연금술에 종속되어 과학의 지위로 부상하는 것을 중단해야 한다고 촉구했다. 중요한 것은 과학 실험에 대한 엄격한 접근 방식이라고 주장했다. 그는 모든 이론이 사실로 간주되기 전에 실험적으로 입증되어야 한다고 믿었다. 이 작품은 원자, 분자 및 화학 반응의 가장 초기의 현대적인 아이디어를 포함하고 있으며 현대 화학의 역사의 시작을 나타낸다. 보일은 또한 화학 물질을 정제하여 재현 가능한 반응을 얻으려고 시도했다. 그는 재료 물질의 물리적 특성(物理的特性)과 상호 작용(相互作用)을 설명하고 정량화(定量化)하기 위해 르네 데카르트가 제안한 기계 철학(機械哲學)의 공개적인 지지자였다. 보일은 원자핵론자(原子核論者)였지만 원자보다 더 많은 입자를 선호했다. 그는 속성이 유지되는 물질의 가장 정밀한 부분은 미립자(微粒子)의 수준에 있다고 논평했다. 그는 또한 공기 펌프로 수 많은 조사를 수행했으며, 공기가 펌프로 퍼져 나감에 따라 수은이 떨어지는 것으로 나타났다. 그는 또한 컨테이너에서 공기를 펌핑하면 화염을 없애고 내부에 있는 작은 동물을 죽일 수 있음을 관찰했다.

## 주요 개념

### 원자와 원소
과거 화학에서 더 이상 나뉘지 않는 기초적인 요소가 존재한다고 했는데, 이 기초적인 요소를 원자(原子)라 한다. 원자란 물질을 구성하는 기본적인 입자(粒子)로 고대 그리스의 데모크리토스에서부터 그 존재가 주장되었는데, 1803년 존 돌턴에 의해서 원자론(原子論)으로 정리되었다. 20세기 초, 화학자들은 원자를 구성하는 더 작은 입자들, 즉 전자(電子), 양성자(陽性子), 중성자(中性子)가 존재한다는 사실을 발견하였다. 전자는 음전하를 띠고 있고, 양성자는 양전하를 띠고 있으며, 중성자는 전하를 띠지 않고 있다. 원자는 양성자와 중성자로 구성되어 있는 원자핵(原子核)을 가지고 있으며 전자는 이 주변에 원자 궤도(原子軌道)을 이루며 분포되어 있다.
원소(元素)는 일반적인 화학적, 물리학적 방법으로는 분해되지 않는 물질을 의미한다. 원소는 원자핵에 존재하는 양성자 수로 정의되는 원자 번호(原子番號)로 구별된다. 산소(酸素), 황(黃), 주석(朱錫), 철(鐵) 등은 원소이다. 19세기 중엽까지 약 80가지의 원소가 발견되었는데, 이들은 주기율(週期律)에 따라 배열(配列)될 수 있다.

### 동위 원소
동위원소(同位元素)는 아이소토프 또는 동위체(同位體)라고도 한다. 서로 화학적으로는 거의 구별하지 못하지만 그것을 구성하고 있는 원자(原子)의 질량(質量)이 서로 다른 원소를 동위원소라고 한다. 영어의 isotope는 그리스어인 isos(같은)와 topos(장소)의 합성어(合成語)인데, 질량은 서로 달라도 원소의 주기율표(週期律表)에서 같은 장소에 배열되는 데서 1901년 영국의 화학자 F. 소디가 isotope라는 명칭을 붙였다. 대부분의 원소는 동위 원소를 가진다. 동위 원소는 원자 번호는 같으나, 중성자수가 다른 원소를 뜻한다. 동위 원소는 화학적인 성질(化學的性質)은 동일하나, 원자량의 차이를 이용하여 분리할 수 있다. 자연에서도 발견되는 92개의 원소 중 88개는 동위 원소가 지표면 상에 존재한다. 자연에서 발견되지 않더라도 동위 원소는 핵반응(核反應)을 이용하여 만들어낼 수 있다. 어떤 동위 원소는 방사능을 가지기도 하는데, 이 경우 동위 원소의 원자핵은 불안정하고 방사선(放射線)을 방출하며 자연적으로 붕괴된다.

### 동중 원소
동중 원소(同重元素)는 원자 질량(原子質量)은 같으나, 양성자수(陽性子數)가 다른 원소를 뜻한다. 동중 원소는 화학적, 물리적 성질이 다르며 40S, 40Cl, 40Ar, 40K, 40Ca등이 있다.

### 분자와 화학 반응

물 분자

분자(分子)란 원자의 결합체(結合體) 중 독립 입자(獨立粒子)로서 작용하는 단위체(單位體)이다. 일정한 개수의 원자가 특정하게 정렬되어 서로 결합해 분자가 형성된다. 원자가 원소(元素)의 최소단위(最小單位)이듯, 분자(分子)는 화합물(化合物)의 최소단위가 된다. 원자가 결합(結合)될 때 전자의 재배치(再配置)가 일어나는데, 이는 화학에서의 중요한 관심사중 하나이다.
화학 반응은 원자 혹은 분자가 화학적인 변화를 겪는 일을 말한다. 화학 반응은 원자간의 결합이 끊어지는 일과 다시 이어지는 일을 포함한다. 결합이 끊어질 때는 에너지가 흡수되고, 결합이 이어질 때는 에너지가 방출된다. 화학 반응의 간단한 예로는 수소와 산소가 반응하여 물이 되는 것을 들 수 있다. 반응식(反應式)은 다음과 같다.
2 H2 + 2 O → 2 H2O
ΔH = - 572kJ
반응식(反應式)에서 알 수 있듯이, 화학 반응에서는 원자가 새로 생성되거나 나타나는 일이 일어나지 않는다. ΔH는 에너지 또는 엔탈피 변화를 뜻한다. 반응은 발열반응(發熱反應)일 수도 있고, 흡열반응(吸熱反應)일 수도 있다. 발열반응은 주위로 열을 방출(放出)하는 반응으로 엔탈피 변화가 음수(陰數)로 나타난다. 반면에 흡열반응은 주위 열을 흡수하는 반응으로 엔탈피 변화가 양수(陽數)로 나타난다. 위 반응의 경우는 발열반응인데, 이는 계(界)로부터 주위(周圍)로 열이 이동(移動)하였다는 의미이다.

### 화학 결합
화학 결합(化學結合)을 주된 세 가지 부류로 나누어보면 이온 결합(ion結合), 공유 결합(共有結合) 그리고 금속결합(金屬結合)으로 나눌 수 있다. 이온이란 전하(電荷)를 띤 원자 또는 분자를 뜻한다. 이온 결합은 양전하(陽電荷)와 음전하(陰電荷)의 전기적인 인력(電氣的引力)에 의해서 생성되는 화학 결합이다. 예를 들면 염화 나트륨은 양전하를 띤 나트륨 이온(Na+)과 음전하를 띤 염화 이온(Cl-) 사이의 전기적인 결합으로 이루어진 이온 화합물(化合物)이다. 이러한 물질을 물에 녹이면 이온은 물 분자에 의해 수화되고 이렇게 해서 만들어진 수용액(水溶液)은 전기전도도(電氣傳導度)를 가진다.
공유 결합(共有結合)은 원자 궤도(原子軌道)이 겹쳐진 결과 두 원자가 전자쌍(電子雙)을 공유하게 되어 생성되는 결합을 의미한다. 공유 결합이 형성되는 결합은 발열반응(發熱反應)인데, 이때 방출되는 에너지의 양이 그 결합의 결합 에너지이다. 결합 에너지만큼의 에너지를 그 결합에 가해주면 결합은 끊어질 수 있다.
금속 결합(金屬結合)은 금속 원자에서 전자(電子)들이 떨어져 나와 자유전자(自由電子)를 생성하게 되어 생성되는 결합을 의미한다. 금속의 특성인 연성(延性)과 전성(轉成)이 생성되는 이유이기도 하다.

### 화합물
화합물(化合物)은 구성하고 있는 원자의 종류, 수, 배치에 의해서 그 특성이 결정된다. 자연에서 찾을 수 있거나 인공적으로 합성(合成)할 수 있는 화합물의 수는 엄청나고, 이들 중 대부분은 유기 화합물(有機化合物)이다. 유기 화합물을 이루는 주된 화학 원소(化學元素)인 탄소(炭素)는 다른 화학 원소와는 다르게 매우 긴 사슬 형태로 정렬될 수 있으며, 같은 수많은 이성질체(異性質體)를 형성할 수 있다. 예를 들어, 분자식(分子式) C8H16O는 약 천 개의 서로 다른 화합물을 뜻할 수 있다.

## 분과
화학은 취급 대상(取扱對象) 및 대상의 취급 방법에 따라서 몇 가지 분과(分科)로 구분될 수 있다. 물질을 분석하는 분석화학(分析化學)은 크게 물질의 존재를 취급하는 정성 분석과 물질의 양을 결정하는 정량 분석으로 나눌 수 있다. 탄소를 포함한 유기 화합물(有機化合物)을 다루는 유기화학(有機化學)과 유기 화합물을 제외한 무기 화합물(無機化合物)을 다루는 무기화학(無機化學)도 있다. 물리학(物理學)과 화학의 경계에는 물리화학(物理化學)이 있고 생물학(生物學)과의 경계에는 생화학(生化學)이 있다. 물리화학에서 특히 분자의 구조와 성질과의 관계를 다루는 부분을 구조화학(構造化學)이라고 부르기도 한다. 제2차 세계 대전(第2次世界大戰) 이후에는 방사성 물질을 다루는 방사화학(放射化學)이 발전하였고 화학 공업을 다루는 공업화학(工業化學)도 있다. 이 외에도 화학의 분과는 매우 다양하다.
화학의 분과는 전통적으로 다음과 같은 5가지로 나눌 수 있으며, 각각의 분과는 더욱 세분화될 수 있다.

### 무기화학

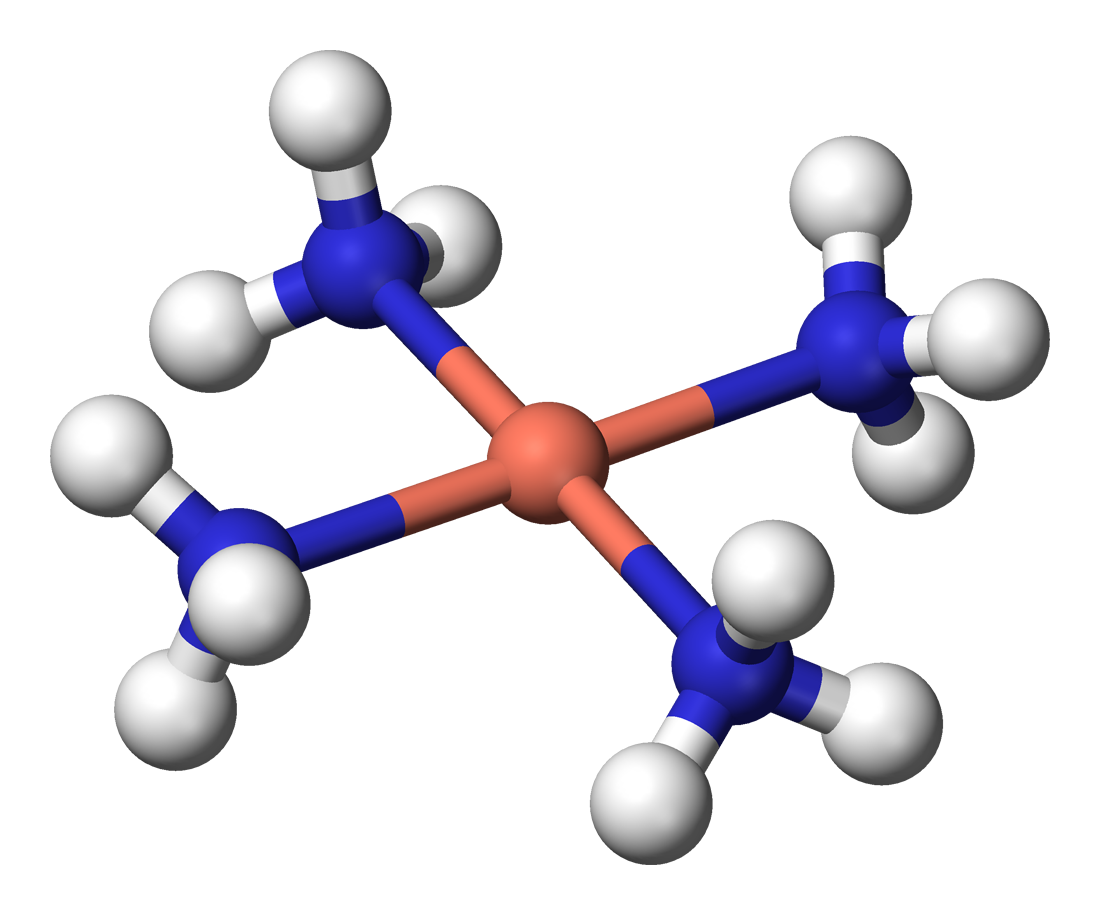
무기 화합물의 예([Cu(NH_{3})_{4}]^{2+}

무기화학(無機化學)은 유기화학에서 다루지 않는 물질을 다루며 주로 금속이나 준금속(準金屬)이 포함된 물질에 대해서 연구한다. 따라서 무기화학에서는 매우 넓은 범위의 화합물을 다루게 된다. 초기에는 광물(鑛物)의 구성이나 새 원소의 발견이 주요 관심사였고 여기서부터 지구화학(地球化學)이 분기되었다. 주로 전이 금속(轉移金屬) 등을 이용한 촉매(觸媒)나 생물에서 산소 수송(酸素輸送), 광합성(光合成), 질소 고정(窒素固定) 등의 과정에서 중요한 역할을 하는 금속 원자들에 대해 연구하며 이 외에도 세라믹, 복합재료(複合材料), 초전도체(超傳導體)등에 대한 연구를 한다.

### 물리화학
물리화학(物理化學)은 화학적 현상(化學的現象)에 대한 해석과 이를 설명하기 위한 물리적 원리들에 대해 다루는 분과이다. 화학반응(化學反應)에 관련된 열역학적 원리와 물질의 물리학적 성질에 대한 설명은 물리화학이 다루는 고전적인 주제이다. 물리화학은 양자화학(量子化學)의 발전에도 큰 기여를 하였다. 분광계(分光計)나 자기 공명(磁氣共鳴), 회절(回折) 기기 등 물리화학에서 사용하는 실험 장비나 실험 방법(實驗裝備)들은 다른 화학의 분과에서도 매우 많이 사용된다. 물리화학이 다루는 대상은 유기 화합물, 무기 화합물, 혼합물(混合物)을 모두 포함한다.

### 분석화학
분석화학(分析化學)은 물질의 조성이나 혼합물(混合物)의 구성요소(構成要素)  등을 결정하는 방법에 대해서 연구하는 화학의 분과이다. 혼합물을 이루고 있는 성분의 탐색(探索), 분리(分離), 정량(定量)과 분자를 이루고 있는 원자의 비율을 측정하여 분자식을 결정하는 일 등이 분석화학에서 행해진다. 1950년대의 분석화학의 발전은 많은 질량 분석기를 포함한 분석 기구의 등장을 불러일으켰다. 이 외에도 고해상도(高解像度) 크로마토그래피, 전기화학(電氣化學)에서의 많은 실험방법(實驗方法) 등은 분석화학에 있어서 중요한 분석법이다. 분석화학에 있어서 최종 목표는 더 정확한 측정법(測定法)이나 측정기기(測定機器) 등을 개발하는 것이다. 분석화학의 발전으로 인해 환경오염 물질(環境汚染物質) 등을 피코그램의 수준에서도 감지하는 것이 가능해졌다.

### 생화학

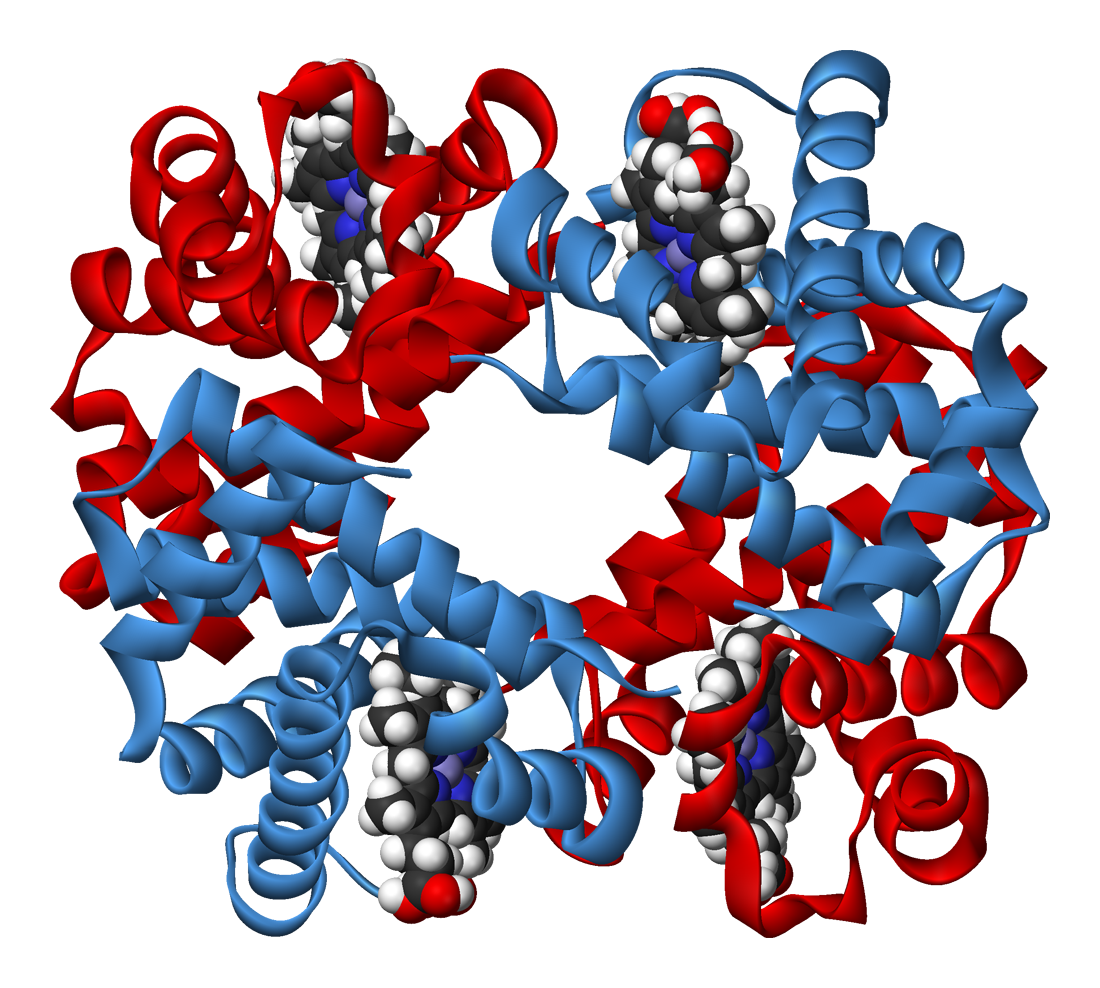
헤모글로빈

생화학(生化學)에서는 이와 같이 생물체에서 기능하는 물질들을 다룬다.화학의 관점(觀點)에서 다루는 학문이다. 식물(植物)이나 동물(動物)의 세포(細胞)에서 발견되는 물질이나 일어나는 화학 반응들이 주 관심사이다. 생명체(生命體)에서 발견되는 탄수화물(炭水化物), 지방(脂肪), 단백질(蛋白質), 핵산(核酸), 호르몬 등은 유기 화합물이라서 유기화학에서도 다루어지기도 하나, 이들 화합물에 관련된 물질대사(物質代謝) 과정이나 조절 과정에 대한 연구는 생화학의 고유 분야이다. 효소(酵素)와 조효소(助酵素), 그리고 이들의 작용 과정에 대해서도 연구하며, 세포막(細胞膜)을 통과하는 이온과 분자, 신경전달물질(神經傳達物質)과 다른 조절 물질들의 작용에 대해서도 연구한다. 생화학은 내분비학(內分泌學), 유전학(遺傳學), 면역학(免疫學), 바이러스학의 발전에 큰 영향을 끼쳤다.

### 유기화학
유기화학(有機化學)은 탄소(炭素)로 이루어진 화합물(化合物)을 연구하는 분과이다. 원래 유기 화합물은 식물이나 동물로부터 추출해낸 화합물을 뜻하였으나 지금은 유기 화합물의 범위가 크게 넓어져 탄소 사슬 또는 탄소 고리를 가진 모든 화합물을 뜻한다. 유기화학의 오랜 관심사는 유기 화합물의 합성 메커니즘이다. 현대에 들어서 핵자기 공명법(核磁氣共鳴法)과 X선 결정학(X線結晶學) 등이 개발되어 유기 화합물 분석에 있어서 매우 중요한 방법으로 자리잡았다. 플라스틱, 합성섬유(合成纖維)등의 고분자물질(高分子物質) 등도 유기화학에서 다루어진다.

## 참고 문헌
- Oxtoby, D. W. et al., Principles of Modern Chemistry, 6th edition, Belmont: Thomson Brooks/Cole, 2007.
- Parker, S. P. et al., McGraw-Hill encyclopedia of chemistry, New York: McGraw-Hill, 1993.
- 東亞出版社 百科事典部 편, 《東亞原色 世界大百科事典》, 서울: 東亞出版社, 1982~1983.
- 學園出版公社 事典編纂局 편, 《學園世界大百科事典》, 서울: 學園出版公社, 1993.
- 化學大辭典編集委員會 편, 성용길, 김창홍 역, 《화학대사전》, 서울: 世和, 2001.

## 같이 보기
- 주기율표(週期律表)
- 화합물 목록(化合物目錄)
- 국제순수·응용화학연합(國際純粹應用化學聯合)
- 대한화학회(大韓化學會)